# 唐天生
唐天生（1962年5月—2016年4月3日），广西玉林人，毕业于广西壮族自治区党校，中国共产党党员，曾先后担任过桂林市机关事务管理局局长，桂林市秀峰区人民政府区长，阳朔县人民政府县长，中共龙胜各族自治县县委书记。2013年8月13日，唐天生因“公款吃喝”受到“党内严重警告”处分，并且免去中共龙胜县委书记职务。不过，时隔一年之后，唐天生复出，担任广西桂林市食品药品监督管理局局长，因“公款吃喝”被免职的官员复出之后“管吃喝”，在网络上遭到网友的揶揄和讽刺。

## 生平
1962年，唐天生出生在广西壮族自治区玉林市。1979年12月参加工作，曾陆续担任昆明部队战士、班长、管理员。1983年6月，唐天生加入中国共产党，之后担任广西桂林市汽车运输公司司机、党委组织干事。1986年，唐天生进入广西桂林市政府办公室，1994年调入 广西桂林市接待办。1997年，唐天生担任广西桂林市机关事务管理局党组副书记、副局长，2002年升任中共桂林市秀峰区委副书记、桂林市秀峰区人民政府区长。2005年到2009年，唐天生担任中共广西阳朔县委副书记、阳朔县人民政府县长。2009年到2013年，唐天生担任中共广西龙胜各族自治县委员会委员、常委、书记，期间，他因“公款吃喝”受到“党内严重警告”处分，并且被免职。2014年3月。唐天生复出，担任桂林市食品与药品监督管理党组书记，2014年10月，又兼任该局局长。
2016年4月3日，唐天生在醫院墮樓身亡。